# الرابطة الشعبية الكورية في منشوريا

العلم

رابطة الشعب الكوري في منشوريا (KPAM ، أغسطس اب 1929 - سبتمبر ايلول 1931) كانت منطقة لاسلطوية مستقلة في منشوريا بالقرب من الحدود الكورية،  يسكنها مليوني مهاجر كوري. كانت تعرف أيضًا باسم محافظة شينمين أو الاتحاد الاسلطوي الكوري في منشوريا . تم بناء المجتمع على مبادئ الشيوعية عديمي الجنسية، التي تعمل في إطار اقتصاد الهدية على أساس المساعدة المتبادلة.

## تأسيس منطقة الحكم الذاتي
الاتحاد الاسلطوي الكوري ، الذي تأسس في عام 1929،  غرقت جذور عميقة بين مليوني كوري في منشوريا. تشكلت الرابطة كنتيجة للتعاون الوثيق بين الاتحاد الاسلطوي الكوري في منشوريا (KAFM) واتحاد الاسلطوي الشيوعي الكوري (KACF)
كانت الرابطة جزءًا من «حركة القرية المتمتعة بالحكم الذاتي»  حيث ركز الاسلطويون وغيرهم، بدلاً من التركيز على بعض الثورات البعيدة أو خطة التنمية القومية، على تلبية الاحتياجات المادية للناس وبعضهم البعض. كان هذا جزءًا من التقاء الشعب اللاسلطوي والقوميين والفلاحين الكوريين في رد جزئي على الأعمال العدائية من الإمبراطورية اليابانية والقوات الصينية الشيوعية. على الرغم من الفصل في البداية، تجمعت الصفتان الرئيسيتان في شكل منظمة تسمى «لا قاعدة» حيث كان التنظيم الاجتماعي قائمًا على الحرية الفردية والمساعدة المتبادلة.

## قمع
في 20 يناير كانون الثاني 1930، تم اغتيال الجنرال الاسلطوي كيم تشوا تشين على يد عميل إمبراطوري أثناء قيامه بأعمال إصلاح في مصنع للأرز.  بعد اغتيال كيم جون جيم على يد عميل شيوعي، أصبحت الحركة الأناركية في منشوريا وكوريا عرضة للقمع الشديد.   أرسلت اليابان جيوش لمهاجمة المنطقة من الجنوب، بينما هاجم حلفاؤها السابقون، الجمهورية السوفيتية الصينية، من الشمال. مع الغزو الياباني لمنشوريا، أصبح العديد من الأناركيين الكوريين تحت الأرض وتوقفت الرابطة عن الوجود ككيان سياسي مستقل.

## الحكومة
استند صنع القرار داخل أراضي الرابطة إلى المثل الاسلطوية للديمقراطية التشاركية مع سيطرة المجتمع على المجالس القروية وأنظمة المجالس المختلفة لإنشاء مجتمع على مستوى القاعدة.

## الجيش
الجيش تكون أساسًا من ضباط عسكريين ذوي خبرة وجنود سابقين ومقاتلي فلاحين تم تدريبهم في مدارس حرب العصابات المحلية. 